# Dikilitaş (Kozan)
Dikilitaş (türkisch für Obelisk) ist ein Ortsteil (Mahalle) im Landkreis Kozan der türkischen Provinz Adana mit 407 Einwohnern (Stand: Ende 2024). Im Jahr 2011 zählte der Ort 376 Einwohner.